# غيفن ماهون
غيفن ماهون (بالإنجليزية: Gavin Mahon)‏ (2 يناير 1977 ببرمنغهام في المملكة المتحدة - ) هو لاعب كرة قدم بريطاني في مركز الوسط. لعب مع ستيفيناغ بوروه وكريستال بالاس وكوينز بارك رينجرز ونادي برينتفورد ونادي بورتسموث ونادي واتفورد ونوتس كاونتي ووولفرهامبتون واندررز ونادي هيرفورد ونادي تاموورث.

## وصلات خارجية
- غيفن ماهون على موقع قاعدة بيانات كرة القدم.إي يو (الإنجليزية)
- غيفن ماهون على موقع Soccerbase.com (لاعب) (الإنجليزية)
- غيفن ماهون على موقع Soccerway.com (الإنجليزية)
- غيفن ماهون على موقع عالم كرة القدم.نت (الإنجليزية)